# Giorgio Morbidelli
Giorgio Morbidelli (Ancona, 16 marzo 1974) è un ex bobbista italiano.

## Biografia
Velocista del Gruppo Sportivo Forestale.
Selezionato per la Nazionale di bob dell'Italia nel 2003, partecipò ai Giochi olimpici invernali di Torino 2006, classificandosi all'11º posto insieme Fabrizio Tosini, Luca Ottolino e Antonio De Sanctis.
Ai Campionati italiani di bob vinse tre medaglie consecutive nel bob a due in coppia con Simone Bertazzo nel 2005, 2006 e 2007, oltre ad un argento nel bob a quattro nel 2004.